# All These Things I Hate (Revolve Around Me)
«All These Things I Hate (Revolve Around Me)» (en español: «Todas las cosas que odio (giran a mi alrededor)») es una canción del grupo galés de heavy metal Bullet for My Valentine. Fue lanzada como el tercer sencillo de su álbum debut The Poison de la mano del sello discográfico Sony BMG el 3 de febrero de 2006. Esta canción es la más suave del álbum The Poison. La canción fue creada en 2003 cuando la banda aún se llamaba "Jeff Killed John".

## Video musical
Está dirigido por Scott Winig. Éste muestra una serie de lo que parecen visiones de una joven. Sueña que su novio es embestido por un camión mientras manejaba su coche al salir de su casa. Este proceso se repite varias veces, con pequeñas variaciones en cada ocasión, pero con el tiempo estos presentimientos resultan ser falsos. En un momento, la chica ve pasar el camión que atropellaría a su novio, mientras que su novio parece haber desaparecido. Entre las diversas escenas se puede ver a la banda tocando en un cementerio. Eventualmente Matt Tuck aparece por encima de una tumba, la cual parece ser la tumba del novio de la joven.

## Lista de canciones
Toda la música compuesta por Bullet for My Valentine. 
| Edición alemana | |          |  |
| N.º             | Título                                                                                                   | Duración |  |
| 1.              | «All These Things I Hate (Revolve Around Me)»                                                            | 3:53     |  |
| 2.              | «Room 409» (en vivo)                                                                                     | 4:02     |  |
| 3.              | «Seven Days»                                                                                             | 4:26     |  |
| 4.              | «My Fist, Your Mouth, Her Scars» (Incluye una muestra de la canción «Breathe Life» de Killswitch Engage) | 3:53     |  |
| 5.              | «All These Things I Hate (Revolve Around Me)» (Video musical)                                            | 3:53     |  |
| 15:19           | |          |  |

### Lanzamiento para el Reino Unido
"All These Things I Hate (Revolve Around Me)" fue lanzado en dos formatos en el Reino Unido. Estos estaban en forma de dos sencillos CD.
Ambos fueron lanzados a través de Visible Noise Records el 6 de febrero de 2006 en el Reino Unido. Aquí están los listados de la pista.
| CD1  |                                               |          |  |
| N.º  | Título                                        | Duración |  |
| 1.   | «All These Things I Hate (Revolve Around Me)» | 3:46     |  |
| 2.   | «Seven Days»                                  | 3:25     |  |
| 7:10 |                                               |          |  |

| CD2  | |          |  |
| N.º  | Título | Duración |  |
| 1.   | «All These Things I Hate (Revolve Around Me)»                                                                                 | 3:46     |  |
| 2.   | «My Fist, Your Mouth, Her Scars» (Incluye una muestra de la canción «Breathe Life» de Killswitch Engage)                      | 3:53     |  |
| 3.   | «Enhanced Content» (incluyeron un video musical para All These Things I Hate (Revolve Around Me) y dos fondos de escritorio.) |          |  |
| 7:38 | |          |  |

## Personal
- Matthew "Matt" Tuck- voz lìder, Guitarra rítmica
- Michael "Padge" Paget - Guitarra líder
- Jason "Jay" James - bajo, vocalista de fondo
- Michael "Moose" Thomas - batería

## Posicionamiento en listas
| Lista (2006)                           | Mejor posición |
| -------------------------------------- | -------------- |
| Alemania (Media Control Charts)        | 39             |
| Escocia (Scottish Singles Chart)       | 29             |
| Estados Unidos (Modern Rock Tracks)    | 30             |
| Estados Unidos (Mainstream Rock Songs) | 13             |
| Finlandia (OFC)                        | 16             |
| Irlanda (IRMA)                         | 38             |
| Reino Unido (UK Singles Chart)         | 29             |
| Reino Unido (UK Rock Chart)            | 2              |